# Авдонин, Павел Изосимович
Павел Изосимович Авдонин — советский военный деятель, генерал-лейтенант.

## Биография
Родился в 1921 году в селе Шалы, ныне Атюрьевского района Республики Мордовия. Член КПСС.
В 1940—2001 гг.:
- штурман в Мелитопольском авиационном училище,
- участник Великой Отечественной войны, командир миномётного взвода 1-го Украинского фронта, штурман тяжелого бомбардировщика 2-й воздушной Армии 1-го Украинского фронта, адъютант 2-й эскадрильи.Командиром этой  эскадрильи был майор  Миоков Н.Д. Герой СССР.  91 истребительного авиаполка 256 иад 2-й воздушной армии.Закончил войну в Праге
- на руководящих должностях в ВВС Советской Армии,
- 1966—1968 начальник штаба 240-й истребительной авиационной дивизии
- начальник штаба 23 ВА
- начальник штаба 16-й воздушной армии (ГДР)
- −1975 заместитель командующего 1-й Дальневосточной воздушной армии по боевой подготовке.
- 1975—1987 возглавлял специальное ядерное управление (№ 6) в аппарате Главнокомандующего ВВС.
- ответственный работник комитета ветеранов войны СССР.

Умер в Москве в 2001 году. Похоронен на Троекуровском кладбище.
Сын — Валерий Павлович Авдонин (01.02.1948), генерал-лейтенант авиации.

## Воинские звания
- Генерал-майор авиации (6.11.1970);
- Генерал-лейтенант авиации (14.02.1978).

## Награды и звания
- Государственная премия СССР (1981).